# Prix du Gouverneur général : littérature jeunesse de langue française - texte
Le prix du Gouverneur général dans la catégorie littérature jeunesse de langue française - texte est l'un des plus prestigieux prix de littérature d'enfance et de jeunesse au Canada. Ce prix fut décerné pour la première fois en 1987, en même temps que le prix du Gouverneur général : littérature jeunesse de langue anglaise - texte.

## Liste des lauréats
Voici une liste des lauréats du prix du Gouverneur général dans la catégorie littérature jeunesse de langue française - texte :
- 1987 - David Schinkel et Yves Beauchesne, Le Don
- 1988 - Michèle Marineau, Cassiopée ou l'Été polonais
- 1989 - Charles Montpetit, Temps mort
- 1990 - Christiane Duchesne, La Vraie Histoire du chien de Clara Vic
- 1991 - François Gravel, Deux heures et demie avant Jasmine
- 1992 - Christiane Duchesne, Victor
- 1993 - Michèle Marineau, La Route de Chlifa
- 1994 - Suzanne Martel, Une belle journée pour mourir
- 1995 - Sonia Sarfati, Comme une peau de chagrin
- 1996 - Gilles Tibo, Noémie - Le Secret de Madame Lumbago
- 1997 - Michel Noël, Pien
- 1998 - Angèle Delaunois, Variations sur un même «t'aime»
- 1999 - Charlotte Gingras, La Liberté? Connais pas...
- 2000 - Charlotte Gingras, Un été de Jade
- 2001 - Christiane Duchesne, Jomusch et le troll des cuisines
- 2002 - Hélène Vachon, L'Oiseau de passage
- 2003 - Danielle Simard, J’ai vendu ma sœur
- 2004 - Nicole Leroux, L'Hiver de Léo Polatouche
- 2005 - Camille Bouchard, Le Ricanement des hyènes
- 2006 - Dany Laferrière, Je suis fou de Vava
- 2007 - François Barcelo, La Fatigante et le Fainéant
- 2008 - Sylvie Desrosiers, Les Trois Lieues
- 2009 - Hervé Bouchard, Harvey
- 2010 - Élise Turcotte, Rose : derrière le rideau de la folie
- 2011 - Martin Fournier, Les Aventures de Radisson – 1. L’enfer ne brûle pas
- 2012 - Aline Apostolska, Un été d’amour et de cendres
- 2013 - Geneviève Mativat, À l’ombre de la grande maison
- 2014 - Linda Amyot, Le Jardin d’Amsterdam
- 2015 - Louis-Philippe Hébert, Marie Réparatrice
- 2016 - François Gilbert, Hare Krishna
- 2017 - Véronique Drouin, L'Importance de Mathilde Poisson
- 2018 : Mario Brassard, Ferdinand F., 81 ans, chenille
- 2019 : Dominique Demers, L'albatros et la mésange
- 2020 : François Blais, Lac Adélard
- 2021 : Jean-François Sénéchal, Les avenues[1]
- 2022 : Julie Champagne, Cancer ascendant Autruche[2]